# Научно-исследовательский технологический институт имени А. П. Александрова
ФГУП «Научно-исследовательский технологический институт имени А.П. Александрова» (ФГУП «НИТИ им. А. П. Александрова») — единственное в России предприятие, занятое комплексным испытанием корабельных и космических ядерно-энергетических установок с целью доведения их до требуемого уровня надёжности и безопасности. Институт входит в госкорпорацию Росатом.
Из-за вторжении России на Украину, предприятие находится под международными санкциями Евросоюза, США, Великобритании и ряда других стран.

## История
Институт был образован в июле 1962 года приказом Государственного комитета СМ СССР по использованию атомной энергии «О создании Государственной испытательной станции (ГИС) корабельных атомных энергетических установок — филиала ИАЭ». В 1966 году ГИС была преобразована в Научно-исследовательский технологический институт (НИТИ). В 1979 году НИТИ вышел из прямого подчинения ИАЭ и стал самостоятельным предприятием. В октябре 1996 года предприятию было присвоено имя его создателя А. П. Александрова. В мае 2002 года институт получил статус федерального государственного унитарного предприятия. В 2014 году присвоен статус «Федеральная ядерная организация».

## Деятельность
В институте смонтирован и отработан ряд ядерных энергетических установок.
- 1971 год: стенд Э-6 с реактором ТВП-4 в составе вспомогательной ЯЭУ ВАУ-6с для дизельных подводных лодок проекта 651[12][13][14]. Выведен из эксплуатации в 1988 году.
- 1975 год: стенд КВ-1 с реактором ОК-650. На 2012 год эксплуатируется.
- 1978 год: стенд КМ-1 с реактором ОК-550 АПЛ проекта 705. Выведен из эксплуатации в 1987 году. К 2012 году принято решение о реконструкции стенда и сооружении в нём новой установки АМБ-8КМ1 с реактором с жидкометаллическим теплоносителем[15][16].
- 1995 год: стенд КВ-2 с реактором ТМ-4 с естественной циркуляцией теплоносителя (прототип установки КТП-6-85 с реактором КТП-6-185СП для АПЛ «Ясень» и «Борей»[17]). На 2002 год эксплуатируется.

На базе института смонтирован ряд имитаторов корабельных ЯЭУ, на которых проводятся тренировки экипажей АПЛ и атомных ледоколов. Наряду с проведением комплексных испытаний транспортных ЯЭУ на наземных стендах-прототипах, в НИТИ ведется большой объём научно-технологических исследований и работ, охватывающих практически весь спектр проблематики современной ядерной энергетики:
- Комплексные исследования, математическое моделирование, испытания и совершенствование проектных и конструкторских решений перспективных ядерных энергетических установок на всем жизненном цикле
- Проведение экспериментальных исследований в обоснование безопасности АЭС с ВВЭР
- Разработка сред и технологий программирования, создание полномасштабных и функциональных тренажерных комплексов для объектов использования атомной энергии (ОИАЭ)
- Создание расчётных кодов для численного моделирования нейтронно-физических и теплогидравлических процессов и динамики транспортных ЯЭУ и реакторных установок АЭС
- Экспериментальные исследования процессов при тяжелых авариях на АЭС, разработка устройств локализации расплава кориума для российских и зарубежных реакторов PWR, ВВЭР
- Конструирование технических средств сбора, преобразования, регистрации и обработки информации и технической диагностики технологического оборудования АЭС и ОИАЭ
- Создание оборудования автоматизированных систем радиационного контроля АЭС
- Создание приборов, технологий и программно-технических средств химического, радиационного и радиохимического контроля технологических сред для ОИАЭ
- Создание технологий и средств обращения и иммобилизации РАО для ОИАЭ
- Разработка концепций управления АЭС с ВВЭР и человеко-машинного интерфейса блочных пунктов управления для объектов использования атомной энергетики (ОИАЭ)
- Создание элементов систем физической защиты
- Разработка автоматизированных систем вакуумной осушки технологического оборудования ОИАЭ, в том числе контейнеров с ОЯТ
- Создание автоматизированных систем регистрации, хранения и обработки экспериментальной информации научных исследований

В 2015 году была начата реконструкция стендовой базы предприятия. Росатомом было принято решение вложить 1 млрд рублей для развития испытательных стендов корабельных и космических ЯЭУ.

## Руководители
- апрель 1964—июнь 1966: Соколов, Олег Николаевич[21]
- 11 июня 1966—1973: Проценко, Александр Николаевич[22]
- 25 мая 1973—январь 1980: Рязанцев, Евгений Петрович[23]
- 18 февраля 1980—сентябрь 1992: Прохоров, Юрий Александрович[23]
- 12 октября 1992[24]—2021: Василенко, Вячеслав Андреевич
- 2 марта 2022—7 января 2023: Пыхтеев, Олег Юрьевич[25][26]
- с января 2023 года исполняющий обязанности генерального директора, с 26 апреля 2024: — Кирпиков Денис Александрович[27].

## Инциденты
25 апреля 1972 года: разгон на мгновенных нейтронах реактора ТВП-4 с закозлением и разгерметизацией активной зоны.
20 июня 1979 года: разрыв цистерны аварийного расхолаживания стенда КВ-1. Ядерные установки не пострадали.
В мае 2016 года на территории института случился пожар, загорелась крыша здания. Пожар был быстро потушен. Пострадавших не было, радиационный фон не выходил за пределы нормы.